# فتح‌آباد (بوئین‌زهرا)
فتح‌آباد (بوئین‌زهرا)، روستایی از توابع بخش مرکزی شهرستان بوئین‌زهرا در استان قزوین ایران است. فتح‌آباد شرقی‌ترین روستای شهرستان بوئین زهرا است و در مجاورت استان البرز واقع شده است.

## تاریخ
در فرهنگ جغرافیایی ایران در مورد فتح‌آباد چنین نوشته شده است:
ده جزء دهستان زهرا بخش بوئین زهرا شهرستان قزوین، ۱۵ کیلومتری بوئین کنار راه فرعی اشتهارد. جلگه، معتدل، سکنه ۴۰۶، شیعه، تُرکی. قنات، غلات، یونجه، چغندر قند، شغل زراعت، جوال، گلیم بافی، راه مالرو.

## جمعیت
این روستا در دهستان زهرای پایین قرار دارد و براساس سرشماری مرکز آمار ایران در سال ۱۳۸۵، جمعیت آن ۹۷۶ نفر (۲۲۰خانوار) بوده است.